# Paternostertræ-slægten
Paternostertræ-slægten (Melia) er en slægt, der er udbredt med fem arter i Sydøstasien og Australien. Det er små, løvfældende eller delvist stedsegrønne træer med en kort stamme og en løst opbygget, skærmagtig krone. Bladene er meget lange og har lange stilke. De er to- eller tredobbelt uligefinnede med takket rand. Blomsterne sidder i løse stande af regelmæssige, lyslille blomster. Frugterne er ovale og gule. De forvedder helt og har været brugt som perler. Alle dele af planten er giftig for mennesker. Her omtales kun den ene art, som danske turister kan møde på rejser i Middelhavsområdet.
| Arter |

- Paternostertræ (Melia azeradach)